# Aquellos ojos verdes
Aquellos ojos verdes es una canción popular de bolero, escrita en 1929 por los músicos cubanos Adolfo Utrera y Nilo Menéndez. En 1931, se publicó una versión en inglés («Those Green Eyes»), escrita por Eddie Woods y Eddie Rivera, publicada el 9 de mayo de 1941 en la lista de éxitos musicales de Billboard, donde permaneció por 21 semanas y alcanzó el primer lugar. La canción, popularizada a nivel mundial, ha sido interpretada por múltiples cantantes y orquestas, desde tenores como Plácido Domingo, Alfredo Kraus o José Carreras, o adaptaciones como las de Pérez Prado, Stanley Black, Edmundo Ros, Bebo Valdés o Ray Conniff hasta las sinfónicas de agrupaciones como The English Chamber Orchestra. De las grabadas por solistas destaca la popularidad alcanzada por la del pianista de jazz y crooner Nat King Cole.

## Versiones más populares
- Orquesta Aragón
- Bola De Nieve
- Ray Barretto
- Stanley Black
- Boston Pops Orchestra
- Les Brown
- Buena Vista Social Club
- Nat King Cole
- Ray Conniff
- Xavier Cugat
- Lou Donaldson
- Orquesta de Jimmy Dorsey
- Filiberto Fandiño
- Connie Francis
- Earl Grant
- Benny Green
- Gene Krupa
- Abbe Lane
- Steve Lawrence
- Barry Manilow junto a Rosemary Clooney
- Glenn Miller
- Helen O'Connell
- Anita O'Day
- Trío Los Panchos
- Pony Poindexter
- Baden Powell
- Edmundo Ros
- Charlie Shavers
- Conway Twitty
- The Ventures
- Bebo Valdés y su orquesta
- La Gusana Ciega